# O Fauno das Montanhas
O Fauno das Montanhas é um filme mudo e a preto e branco português de ficção e fantasia, realizado por Manuel Luís Vieira em 1926, tendo estreado nas salas de cinema portuguesas em maio de 1927. A média-metragem é considerada um dos primeiros filmes fantásticos portugueses.

## Produção
Sob a chancela da produtora madeirense Empreza Cinegráfica Atlântida, após a estreia do filme A Calúnia (1926) e habituado até então a um trabalho puramente documental e jornalístico realizado anos antes na produtora Madeira Film, sob a influência da vanguarda cinematográfica francesa e apostando numa nova criação artística, Manuel Luís Vieira iniciou o seu novo projeto cinematográfico em maio de 1926. Intitulado O Fauno das Montanhas, o filme foi inteiramente rodado na Madeira e teve a sua ante-estreia no Funchal. Estreou a 11 de maio de 1927.
Anos mais tarde, continuando em exibição em algumas salas de cinema, devido às cenas do quarto capítulo, onde a jovem protagonista do filme era assediada pelo sátiro, a distribuidora Mello, Castello Branco censurou a emissão do filme em 1929.

## Sinopse
Hospedados num hotel do Funchal para passar parte do Inverno, o naturalista e ornitólogo Mr. Garton e a sua filha Genny visitam o miradouro do Rabaçal, quando Genny – romântica e de pródiga fantasia – imagina que um túnel de 700 metros sob a montanha é a entrada para o inferno e o guarda das casas de abrigo um fauno.

## Elenco
- Arnaldo Coimbra, como Guarda e Fauno
- Jorge Gordon, como Mr. Garton
- Ermelinda Vieira, como Genny (também referida como Jenny nos intertítulos)